# Лазури (Лупша)
Лазури (рум. Lazuri) насеље је у Румунији у округу Алба у општини Лупша. Oпштина се налази на надморској висини од 666 m.

## Становништво
Према подацима из 2002. године у насељу је живело 302 становника, од којих су сви румунске националности.